# Eishockey-Europameisterschaft 1921
Die Eishockey-Europameisterschaft 1921 war die erste Austragung dieses Wettbewerbs nach dem Ersten Weltkrieg und die sechste Austragung insgesamt. Die nur zwei Teilnehmer trafen im Februar 1921 im schwedischen Stockholm aufeinander. Gastgeber Schweden gewann mit 7:4 gegen die Tschechoslowakei und wurde damit bei der ersten EM-Teilnahme auch gleich Europameister. Die Mannschaft der nach dem Ersten Weltkrieg neu gegründeten Tschechoslowakei stand in der Tradition der Böhmischen Nationalmannschaft, die vor dem Krieg zwei Mal Europameister geworden war.
Ursprünglich sollte das Turnier als erste Weltmeisterschaft ausgetragen werden. Im Vorjahr waren die nordamerikanischen Verbände Kanadas und der USA der Internationalen Eishockey-Föderation LIHG beigetreten und in Antwerpen das erste olympische Eishockeyturnier ausgetragen worden (welches später dann zur ersten Weltmeisterschaft erklärt wurde). Während des Olympiaturniers wurde dem Tschechoslowakischen Verband die Austragung der Weltmeisterschaft 1921 angetragen. Dieser lehnte aus Angst vor schlechtem Wetter ab, so dass das Turnier nach Schweden vergeben wurde. Allerdings traten schlussendlich von den sieben LIHG-Mitgliedern nur die Tschechoslowakei die Reise nach Schweden an, so dass das Turnier als Europameisterschaft in nur einem Spiel ausgetragen wurde. Nach den Ergebnissen des Olympiaturniers 1920 handelte es sich dabei allerdings auch um die beiden besten europäischen Länder. Die Tschechoslowaken hatten jedoch auf Grund des milden Winters nur vier Tage in Prag trainieren können. Der Europameistertitel inspirierte Schweden zur Austragung der ersten Schwedischen Eishockeymeisterschaft 1922.
Das Spiel fand auf einer Natureisbahn in Stockholm statt, die elektrisch beleuchtet war. 6.000 Zuschauer wohnten dem Spiel bei. Das genaue Datum des Spiels ist unklar, unterschiedliche Quellen führen den 18., 21., oder 23. Februar an.

## Spiel
| Februar 1921 | Schweden E. Burman E. Burman G. Johansson-Brandius G. Johansson-Brandius E. Lundell | 7:4 (4:1, 3:3) | Tschechoslowakei V. Loos K. Pešek J. Šroubek J. Jirkovský | Stockholm Zuschauer: 6.000 |

## Mannschaften
| Europameister 1921 Schweden | Sven Säfwenberg – Einar Lindqvist, Einar Lundell – Wilhelm Arwe, Erik Burman, Georg Johansson-Brandius, Einar Svensson, Erik Abrahamsson, Gunnar Galin, Louis Woodzack                                                                              |
| Silber Tschechoslowakei     | Torhüter: Karel Wälzer, Jan Hamáček (o.E.) Verteidiger: Jan Palouš, Otakar Vindyš, Karel Hartmann (o.E.) Stürmer: Josef Šroubek, Karel Pešek, Jaroslav Jirkovský, Valentin Loos, (Jan Fleischmann, Karel Kotrba und Trachta o.E.) Betreuer: J. Říha |